# 吳乙峰
 吳乙峰（1960年—）是臺灣紀錄片導演。1960年生於宜蘭頭城鎮，1988年與李中旺、許富進、陳雅芳一起組織「全景映像工作室」，以團隊的方式培訓紀錄片攝製人才。1996年「全景傳播基金會」成立，以紀錄片推廣教育為主要的工作。曾先後在世新大學、華岡藝校、台南藝術學院等學校執教。2009年創設「微光影像」。

## 作品
- 1987–《赤腳天使》
- 1990–《月亮的小孩》
- 1997–《中研社區》、《陳才根的鄰居們》
- 2003–《生命》
- 2004–《天下第一家》
- 2013–《秋香》

## 爭議
2020年11月，吳乙峰遭指控於擔任桃園市政府文化局「2020桃園城市紀錄片徵選暨培訓活動」總導師期間，在課程上向學員傳送不當訊息。2021年1月30日，吳乙峰於微光影像臉書粉絲專頁發佈道歉文。同天，前全景映像工作室員工透過臺北市紀錄片從業人員職業工會發表聯合聲明，指出在2004年時就已經發現吳乙峰有長達5、6年時間藉教職涉及多件性騷擾及1件意圖性侵女學生事件，事後台南藝術學院開除吳乙峰、並通報中華民國教育部將吳乙峰列入不適任教師，全景因此解散。當時吳乙峰承諾不再從事紀錄片教學，並答應接受心理治療。2月8日，臺北市紀錄片從業人員職業工會發佈公告表示，由吳乙峰擔任負責人的微光影像也有三名員工表示遭到吳乙峰性騷擾。

## 外部連結
- 台灣電影網上吳乙峰的資料